# Kanton Champs-sur-Marne
Kanton Champs-sur-Marne (fr. Canton de Champs-sur-Marne) je francouzský kanton v departementu Seine-et-Marne v regionu Île-de-France. Tvoří ho čtyři obce. Před reformou kantonů 2014 ho tvořily dvě obce.

## Obce kantonu
od roku 2015:
- Croissy-Beaubourg
- Champs-sur-Marne
- Lognes
- Noisiel

před rokem 2015:
- Champs-sur-Marne
- Émerainville